# 아파르주

아파르주

아파르주의 기

아파르주(아파르어: Afar, 암하라어: አፋር ክልል)는 에티오피아의 주로, 대다수가 이슬람교를 믿고 아파르어를 사용하는 아파르인이 주 인구의 90%를 차지한다. 주도는 세메라이며 면적은 96,707km2, 인구는 1,602,995명(2005년 기준), 인구밀도는 14.4명/km2이다. 도시인구보다 목축업자가 많고 에티오피아-에리트레아 분쟁으로 정세가 혼란스러워 2017년 기준 에티오피아에서 인간개발지수가 가장 낮은 주로 조사되었다.

## 같이 보기
- 에티오피아의 행정 구역